# Frequenza di Coriolis
La frequenza di Coriolis, ƒ, nota anche come parametro di Coriolis o coefficiente di Coriolis, è uguale a due volte la velocità di rotazione terrestre Ω moltiplicata per il seno della latitudine φ. 
{\displaystyle f=2\Omega \sin \varphi .\,}
La velocità di rotazione della Terra (Ω = 7,2921 × 10−5 rad/s) può essere calcolata come  2π / T radianti al secondo, dove T  è il periodo di rotazione della Terra, pari a un giorno siderale  (23 hr 56 m 4,1 s). Alle medie latitudini il valore tipico di {\displaystyle f} è circa 10−4 rad/s. Le oscillazioni inerziali sulla superficie terrestre hanno proprio questa frequenza e sono il risultato dell'effetto Coriolis.

## Descrizione
Consideriamo un corpo, come ad esempio un volume fissato dell'atmosfera, alla latitudine {\displaystyle \varphi } che si muove alla velocità {\displaystyle v} nel sistema di rotazione della Terra. Nel sistema di riferimento locale del corpo, la direzione verticale è parallela al vettore radiale che punta dal centro della Terra alla posizione del corpo, mentre la direzione orizzontale è perpendicolare alla direzione verticale ed è pertanto nella direzione meridionale.
 
La forza di Coriolis (proporzionale a {\displaystyle 2\,{\boldsymbol {\Omega \times v}}}), tuttavia è perpendicolare al piano che contiene sia il vettore velocità angolare della Terra {\displaystyle {\boldsymbol {\Omega }}} (dove {\displaystyle |{\boldsymbol {\Omega }}|=\Omega }) che la velocità propria del corpo nel sistema di riferimento rotante {\displaystyle v}. Pertanto la forza di Coriolis forma sempre un angolo {\displaystyle \varphi } con la direzione verticale locale e quindi la direzione orizzontale locale della forza di Coriolis è {\displaystyle \Omega \sin \varphi }. Questa forza agisce in modo da muovere il corpo lungo la longitudine o nella direzione meridionale.
Supponiamo che il corpo si muova con una velocità {\displaystyle v} tale che la forza centripeta e la forza di Coriolis che agiscono sul corpo (a causa di {\displaystyle {\boldsymbol {\Omega }}}) siano bilanciate. Allora si ha 
{\displaystyle v^{2}/r=2(\Omega \sin \varphi )v}
dove {\displaystyle r} è il raggio di curvatura della traiettoria dell'oggetto (definito da {\displaystyle v}). Sostituendo {\displaystyle v=r\omega }, otteniamo
{\displaystyle f=\omega =2\Omega \sin \varphi .}
Pertanto il parametro di Coriolis, {\displaystyle f}, è la velocità angolare o la frequenza richiesta per mantenere il corpo ad un cerchio fisso di latitudine o regione zonale. Se il parametro di Coriolis è più grande, l'effetto della rotazione terrestre sul corpo diventa significativo perché esso richiederà una frequenza angolare più elevata per rimanere in equilibrio con la forza di Coriolis. Viceversa, se il parametro di Coriolis è piccolo, anche l'effetto della rotazione terrestre si riduce perché solo una piccola frazione della forza centripeta che agisce sul corpo viene cancellata dalla forza di Coriolis. Ne consegue che la grandezza di {\displaystyle f} influisce in modo rilevante sulle dinamiche che contribuiscono al moto del corpo. Queste considerazioni sono incluse nel numero di Rossby non dimensionalizzato.
Nei calcoli di stabilità, la velocità di variazione di {\displaystyle f} lungo la direzione meridionale diventa significativa. Questo viene chiamato il parametro di Rossby che viene di solito indicato come 
{\displaystyle \beta ={\frac {\partial f}{\partial y}}}
dove {\displaystyle y} è la direzione locale di aumento dei meridiani. Questo parametro diventa importante ad esempio nei calcoli che coinvolgono le onde di Rossby.